# Cal Civit
Cal Civit és una obra de Cervera (Segarra) protegida com a Bé Cultural d'Interès Local.

## Descripció
Situat al bell mig del nucli antic de Cervera. Es tracta d'un edifici entre mitgeres que consta de planta baixa, dues plantes i golfes. La planta baixa presenta un aparell de carreus ben escairats i es compon de dues obertures laterals amb arc de mig punt emmarcat per dovelles a saltacavall i amb remarcada i una finestra central. El primer pis consta de tres obertures, dues de les quals amb balcó i una finestra central. Les obertures estan emmarcades per brancals de pedra, mentre la resta de parament és arrebossat. Una petita motllura separa el primer i el segon pis, que consta de dos balcons, i una altra motllura delimita l'espai de golfes, definit per tres òculs el·líptics.